# Калсоени
 Тази статия е за града в Бразилия.  За реката вижте Калсоени (река).  
Калсоени (на португалски: Calçoene) е град — община в североизточната част на бразилския щат Амапа. Общината е част от икономико-статистическия микрорегион Ояпоки, мезорегион Северна Амапа. Населението на общината към 2010 г. е 8964 души, а територията е 14 269.258 km2 (0,63 д./km²).

## История
Първоначално селището е основано край водопада Фирмино, като част от тогавашната провинция Грао-Пара. Жителите му по това време живеят главно от експлоатацията на златните мини в Лоуренсо.
В края на 19 век, в региона бива установена колония от руски емигранти в контекста на усилията за населяване на бразилската територия от платена работна ръка, произтичаща от Европа, както става по същото време в централно-южната част на Бразилия.
Правителството на територията, след нахлуването на кайенците, успява да си възвърне селото и прилежащите земи, като чрез декрет, разпорежда връщането му в държавните граници на Бразилия. На 22 декември 1956 г., селото получава статут на община (град), и бива преименувано на Калсоени (от калсо- клин и ен- на север).

## География
Според данните от преброяването от 2010 г., населението на общината възлиза на 8964 души, а територията е 14 269.258 km2, или 0,63 д./km².
Граничи с общините Амапа и Пракууба на югоизток, със Сера до Навио на запад, с Ояпоки на северозапад и с Атлантическия океан на север и изток.
Градът е последната точка с инфраструктура в добро състояние преди Ояпоки и отстои на 272 km от Макапа по междущатската магистрала BR-156. Пътят е павиран дотук. До Ояпоки са над 200 km черен път и около 56 km отново асфалтирани при наближаването на Ояпоки.
Климат
Калсоени е най-дъждовното място в Бразилия, със средни годишни валежи от 4165 mm, а през 2000 г. са регистрирани стойности от близо 7000 mm дъжд. За сравнение, в общината вали три пъти повече отколкото в Сао Пауло. Между януари и юни са регистрирани средно 25 дъждовни дни на месец, което означава, че вали почти всеки ден.

## Туристически атракции
Археологически парк Солстисио
На територията на общината има кръг от камъни, за който се смята че е изграден като древна индианска обсерватория. Заема 30 метра в диаметър, с гранитни камъни до 4 метра в дължина. Подобен е на открития във Френска Гвиана, който е на 2000 години. Кръгът в Калсоени е познат с прякора „Стоунхенджът на Амапа“, позовавайки се на английския Стоунхендж.
Археологически разкопки на мястото се извършват от 2006 г. но все още няма доказателства, че всъщност е обсерватория. Мястото е известно на научната общност от 1950 г. насам.
Плаж Гоябал
На 14 km от града, прминавайки през лош черен път, се стига до почти девствен плаж, познат като „Гоябал“, на брега на Атлантическия океан. Малкото жители на общината са основните му посетители. Плажната ивица е дълга около 70 km.

## Образование
Сред проектите на Плана за развитие на образованието, към бразилското Министерство на образованието, възложен на INEP (Национален институт за образователни изследвания), в Северния регион на страната, щат Амапа, обществените градски училища на територията на Калсоени, през 2005 г. получават следната оценка по IDEB (Индекс на развитие на основното образование):
| IDEB оценка, училище и място | IDEB оценка, училище и място               | IDEB оценка, училище и място |
| ---------------------------- | ------------------------------------------ | ---------------------------- |
| Оценка                       | Училище                                    | Място                        |
| 3,5                          | Щатско училище Жозе Родригис Кордейро      | 35º                          |
| 3,0                          | Щатско училище Амаро Бразилино ди Ф. Фильо | 94º                          |
| 3,0                          | Общинско училище Нелма Суели Барата Алвис  | 95º                          |